# Teresa de Los Andes
Teresa de Los Andes, egentligen Juana Fernández del Solar, född 13 juli 1900 i Santiago i Chile, död 12 april 1920 i Los Andes i Chile, var en chilensk karmelitnunna. Teresa vördas som helgon inom Romersk-katolska kyrkan. Hennes minnesdag firas den 12 april.
Vid 19 års ålder inträdde Teresa i karmelitorden. I sin dagbok skrev hon bland annat: ”Jag tillhör Gud. Han skapade mig och är min begynnelse och mitt slut”.